# Białe myszy

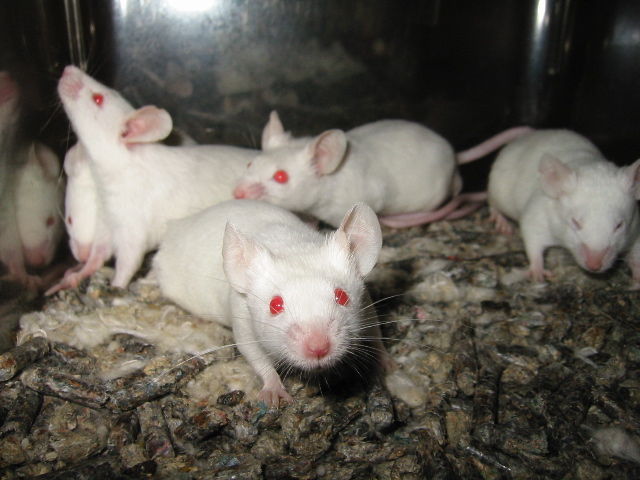
Białe myszki

Białe myszy, białe myszki – omamy wzrokowe występujące w powiedzeniu „widzieć białe myszy” (myszki), których ujrzenie ma świadczyć o osiągnięciu stanu upojenia alkoholowego czy majaczenia.
Białe myszy nie są jedynymi zwierzętami, które można „ujrzeć” w czasie delirium alkoholowego, według badań przeprowadzonych nad halucynacjami spowodowanymi przez alkohol, najczęściej widzianymi zwierzętami były kolejno: koty, psy i węże, myszy były dopiero czwarte pod względem częstości.

## W innych językach
Wyrażenie o "białych myszach" nie jest unikatowe dla języka polskiego, podobne powiedzenia spotykane są w innych językach (np. w angielskim to see white mice), ale istnieją także podobne powiedzenia o innych zwierzętach – na przykład w angielskim istnieje powiedzenie to see pink elephants (widzieć różowe słonie), identyczne wyrażenie istnieje też w języku szwedzkim – se skära elefanter, czy francuskim Éléphant rose.

## W literaturze
O białych myszach pisał między innymi Karol Olgierd Borchardt w książce Znaczy Kapitan, opisując anegdotę o kapitanie Zdenku Knötgenie, który przekręcił to wyrażenie na „białe mszy”. Scena z różowym słoniem, którego widzi osoba będąca pod wpływem alkoholu, pojawiła się też w powieści Joanny Chmielewskiej Lesio. 
Myszy pojawiały się wśród delirycznych wizji bohatera filmu Stracony weekend Dona Birnama. Występujący w tej roli Ray Milland został uhonorowany Oscarem.